# Карл Бонгер
Карл Бонгер (нім. Karl Bonger; 13 квітня 1887, Бетцендорф — 15 січня 1970, Бетцендорф) — німецький військовий ветеринар, доктор ветеринарії, генерал-майор ветеринарної служби вермахту (1 червня 1942).

## Біографія
Учасник Першої світової війни. Після демобілізації армії залишений в рейхсвері. З 1938 року — головний ветеринар 1-ї піхотної дивізії, з 26 серпня 1939 року — 45-го командування особливого призначення. 31 липня 1943 року звільнений у відставку. Наступного дня переданий в розпорядження сухопутних військ, проте більше не отримав призначень.

## Нагороди
- Залізний хрест 2-го і 1-го класу
- Ганзейський хрест (Гамбург)
- Почесний хрест ветерана війни з мечами
- Медаль «За вислугу років у Вермахті» 4-го, 3-го, 2-го і 1-го класу (25 років)
- Медаль «За Атлантичний вал»
- Хрест Воєнних заслуг 2-го і 1-го класу з мечами